# تشارلز وينشستر بريدلوف
تشارلز وينشستر بريدلوف هو سياسي أمريكي، ولد في 1898، وتوفي في 1934.